# 닐 크론
닐 크론(Neil Crone, 1960년 5월 29일 ~ )은 캐나다의 배우이다.
토론토에서 태어났다.

## 영화
- 크리스마스 인 스노우 (2017, Christmas Inheritance)
- 더 레인보우 키드 (2015년)
- 헤어스프레이 (2007년)
- 쏠라 어택 (2006년)
- 뉴욕 미니트 (2004년)
- 엘로이즈의 크리스마스 소동 (2003년)
- 리크루트 (2003년)
- 버딕트 인 블러드 (2002년)
- 아워 아메리카 (2002년)
- 아메리칸 싸이코 2 (2002년) - 하비 역
- 큐브 2 (2002년) - 제리 화이트홀 역
- 레프트 비하인드 (2001년) - 켄 리츠 역
- 더 푸치 앤 더 포퍼 (2000년)
- 메일 투 더 치프 (2000년)
- 에어 콘트롤 (1999년)
- 데이트 소동 (1998년)
- 탐정 스펜서 - 야만의 장소 (1995년) - 크라프트 서비스 맨 역
- 킬링 머신 (1994년)
- 로보캅 - TV 시리즈 (1994년)